# Kantai Collection (anime)
Kantai Collection (艦隊これくしょん, Kantai Korekushon, lit. Coleção de Frotas Combinadas), também conhecida como KanColle (艦これ, KanKore), é uma série de anime criada por Diomedéa e baseada no jogo homónimo da Kadokawa Games. Foi anunciada pela primeira vez em setembro de 2013, e exibida no Japão pela Tokyo MX, KBS e outras emissoras entre 8 de janeiro e 26 de março de 2015. A sequência e o filme foram anunciados para 2016.
A série foi exibida simultaneamente nos países lusófonos pela Crunchyroll.

## Enredo
Num mundo onde a humanidade enfrenta a ameaça da frota abissal, que tomou os mares, raparigas humanas especiais que vestem roupas militarizadas e possuem o espírito de navios históricos conhecidos como kanmusu (艦娘, lit. "raparigas da frota" ou "raparigas dos navios) são as únicas capazes de fazer frente a eles. As kanmusu vivem juntas numa base naval, onde passam os seus dias a treinar para a batalha.

## Personagens

### Contratorpedeiros
Fubuki (吹雪)
Voz de: Sumire Uesaka
Mutsuki (睦月)
Voz de: Rina Hidaka
Yūdachi (夕立)
Voz de: Yumi Tanibe
Kisaragi (如月)
Voz de: Rina Hidaka
Yayoi (弥生), Mochizuki (望月)
Voz de: Rina Hidaka
Akatsuki (暁), Hibiki (響), Ikazuchi (雷), Inazuma (電)
Voz de: Aya Suzaki
Shimakaze (島風)
Voz de: Ayane Sakura

### Porta-aviões
| Akagi (赤城) Voz de: Saki Fujita Kaga (加賀) Voz de: Yuka Iguchi Sōryū (蒼龍), Hiryū (飛龍) Voz de: Sumire Uesaka | Shōkaku (翔鶴), Zuikaku (瑞鶴) Voz de: Iori Nomizu Taihō (大鳳) Voz de: Mamiko Noto |

### Porta-aviões ligeiros
Shōhō (祥鳳)
Voz de: Risa Taneda
Chitose (千歳), Chiyoda (千代田)
Voz de: Wakana Miyakawa

### Couraçados
Kongō (金剛), Hiei (比叡), Haruna (榛名), Kirishima (霧島)
Voz de: Nao Tōyama
Nagato (長門), Mutsu (陸奥)
Voz de: Ayane Sakura
Yamato (大和)
Voz de: Ayana Taketatsu

### Cruzadores pesados
| Nachi (那智), Haguro (羽黒), Ashigara (足柄) Voz de: Risa Taneda Takao (高雄); Atago (愛宕) Voz de: Nao Tōyama | Mogami (最上) Voz de: Aya Suzaki Tone (利根), Chikuma (筑摩) Voz de: Yuka Iguchi |

### Cruzadores rápidos
| Kuma (球磨), Tama (多摩), Sendai (川内), Jintsū (神通), Naka (那珂) Voz de: Ayane Sakura Kitakami (北上), Ōi (大井) Voz de: Yuka Ōtsubo | Yūbari (夕張) Voz de: Sarah Emi Bridcutt Ōyodo (大淀) Voz de: Ayako Kawasumi |

### Outros
Mamiya (間宮)
Voz de: Yui Horie
Almirante (Comandante) (提督 (司令官), Teitoku (Shireikan))

## Média

### Anime
A série foi dirigida por Keizō Kusakawa, escrita por Jukki Hanada e apresentou o elenco de voz do jogo original. A série foi apresentada no evento de triagem Shinjuku Piccadilly a 27 de dezembro de 2014. A série foi exibida no Japão entre 8 de janeiro e 26 de março de 2015 e transmitida simultaneamente no sítio de streaming Crunchyroll. A série foi licenciada na Austrália pela Madman Entertainment. As edições em blu-ray e DVD do primeiro volume foram lançadas a 27 de março de 2015. O tema de abertura foi "Miiro" (海色, "A cor do oceano"), interpretado por Akino do grupo bless4 e o tema de encerramento foi "Fubuki" (吹雪, "Nevasca"), interpretado por Shiena Nishizawa.

#### Episódios
| #  | Título | Exibição original       |
| -- | --- | ----------------------- |
| 1  | "Bom dia, Comandante!" "Hajimemashite! Shireikan! (初めまして！司令官！)"                                                        | 8 de janeiro de 2015    |
| 2  | "Não seja má, não tenha vergonha, não seja preguiçosa!" "Motorazu, Hajizu, Uramazu! (悖らず、恥じず、憾まず！)"                  | 15 de janeiro de 2015   |
| 3  | "A Operação de Captura da Ilha W!" "U-Tō Kōryaku Sakusen! (W島攻略作戦！)"                                                       | 22 de janeiro de 2015   |
| 4  | "Chegou a nossa vez! Sigam-me!" "Watashi-tachi no Deban ne! Forō mī! (私たちの出番ネ！ Follow me!)"                              | 29 de janeiro de 2015   |
| 5  | "Não me comparem com as garotas da 5ª Divisão!" "Gokōsen no Ko nanka to Issho ni Shinaide! (五航戦の子なんかと一緒にしないで！)" | 5 de fevereiro de 2015  |
| 6  | "6º Esquadrão e a Batalha dos Mares de Curry!" "Dai-Roku-Kuchikutai, Karē-yō Sakusen! (第六駆逐隊、カレー洋作戦！)"              | 12 de fevereiro de 2015 |
| 7  | "Detesto a 1ª Divisão!" "Ikkōsen nante, Dai-kkkirai! (一航戦なんて、大ッッキライ！)"                                             | 19 de fevereiro de 2015 |
| 8  | "Não sou um hotel!" "Hoteru ja Arimasen! (ホテルじゃありませんっ！)"                                                             | 26 de fevereiro de 2015 |
| 9  | "Segunda Remodelação?!" "Kai Ni-ppoi?! (改二っぽい？！)"                                                                         | 5 de março de 2015      |
| 10 | "Vá com Tudo!" "Ganbatte Ikimashō! (頑張っていきましょー！)"                                                                     | 12 de março de 2015     |
| 11 | "Começa a Operação MI!" "Emu Ai Sakusen! Hatsudō! (MI作戦！発動！)"                                                              | 19 de março de 2015     |
| 12 | "Bombardeiros de Mergulho Inimigos nos Céus!" "Tekki Chokujō, Kyūkōka! (敵機直上、急降下！)"                                     | 26 de março de 2015     |